# Plärrer-Automat
Der Plärrer-Automat war eine 1932 in Betrieb genommene Straßenbahn-Wartehalle am Plärrer in Nürnberg, die mit einem Automaten-Restaurant und einem damals sogenannten „stummen Postamt“ (mit Briefkasten, Briefmarken-Automat und Münzfernsprechern) kombiniert war. Das Automaten-Restaurant nannte sich „Plärrer Automat“, der Name übertrug sich im populären Sprachgebrauch auf das gesamte Gebäude.
Das nach einem Entwurf des städtischen Baubeamten Walter Brugmann ausgeführte Bauwerk wirkte an diesem zentralen Nahverkehrsknoten am südwestlichen Altstadtrand nahezu futuristisch und fand deshalb große Beachtung. Dazu trug außer dem damals nicht alltäglichen Selbstbedienungs-Prinzip der Verkaufsautomaten und Münzfernsprecher vor allem die schlichte architektonische Gestaltung im Stil der Klassischen Moderne bei, die auch ein an der Dachkante umlaufendes Reklame-Lichtband umfasste. Der Plärrer-Automat wurde 1977 im Zuge einer Umgestaltung des Plärrers abgebrochen.

## Baugeschichte
Bauherr des Gebäudes war die Stadt Nürnberg, Planung und Bauleitung lagen in der Verantwortung des städtischen Hochbauamts. Mit der Bauausführung wurde im Herbst 1931 begonnen, wegen einer langen Frostperiode im Winter 1931/1932 konnte die Anlage erst am 4. Mai 1932 in Betrieb genommen werden. Der Plärrer-Automat entstand somit kurz vor dem Ende der Ära des Oberbürgermeisters Hermann Luppe, der neben anderen modernen Strömungen auch der Architektur des Neuen Bauens gegenüber aufgeschlossen war.
Nach den Maßstäben nationalsozialistischer Kunstanschauungen galt diese Architektur als „entartet“, außerdem wurde sie lokal stark mit Luppe assoziiert, der als überzeugter Demokrat schon lange das personalisierte Feindbild der nationalsozialistischen Propaganda gewesen war. Während jedoch das Nürnberger Planetarium unter diesen ideologischen Umständen nur wenige Jahre nach seinem Bau abgebrochen wurde, überlebte der Plärrer-Automat – sogar trotz konkreter Planungen für eine am gewachsenen Straßenverkehr orientierte Umgestaltung des Plärrers um 1939 – das „Dritte Reich“. Während des Zweiten Weltkriegs wurde der längliche Warthallentrakt bei einem Luftangriff 1944 von Bombentreffern zerstört, der Rundbau des Restaurants blieb dagegen unbeschädigt. Der ursprünglich fast völlig offene Wartehallenbereich wurde nach Kriegsende in geschlossener Bauweise wiedererrichtet, dort zog später eine Filiale des amtlichen bayerischen Reisebüros ein. 1946/1947 wurde das Restaurant vorübergehend für eine Verkaufsausstellung mit Werken Nürnberger Künstler und Designer genutzt.
Bereits Mitte der 1960er-Jahre wurde der hintere Teil des Wartebereichs, in dem sich ursprünglich das Automaten-Postamt befand, zu Gunsten einer Umlegung der Straßenbahnschienen auf der Nordseite des Platzes abgebrochen. Als 1977 im Rahmen des U-Bahn-Baus der Plärrer-Automat den U-Bahn-Aufgängen im Weg stand, wurde der Bau trotz anhaltender Proteste abgetragen. Eine zunächst diskutierte Versetzung, die technisch möglich gewesen wäre, wurde nicht ausgeführt.

## Architektur
Das Gebäude hatte einen betont funktionalen Grundriss: An den kreisrunden Baukörper des Automaten-Restaurants schloss einhüftig tangential ein länglicher Trakt an, der mit überdachten Sitzgelegenheiten und Windschutz die eigentliche Wartehalle darstellte. An seinem anderen Ende war in einem halbkreisförmigen Pavillon das „stumme Postamt“ untergebracht, wobei die verglasten Telefonzellen an der runden Außenseite lagen. Zur Unterbringung der Küche des Automaten-Restaurants und entsprechender Nebenräume war der Rundbau unterkellert. Abgesehen von diesem Untergeschoss und den Fundamenten war das Bauwerk eine Stahlskelettkonstruktion, die Wände waren weitestgehend in Fenster aufgelöst.
Bei seiner Errichtung erhielt der Rundbau ein umlaufendes Band mit verchromten Großbuchstaben „Plärrer Automat“ auf dem Lüftungsaufsatz. Um das gesamte Gebäude zog sich am Dachrand zudem ein opakweißes Lichtband, welches nachträglich mit Werbebeschriftungen in stilistisch unpassender Fraktur versehen wurde. Nach der Instandsetzung des Restaurantbereichs unmittelbar nach Kriegsende wurde auf dem Dachaufsatz statt der bisherigen Beschriftung der umlaufende englischsprachige Schriftzug „Traffic Information“ angebracht, getrennt durch kleine Sterne, was auf eine Hilfeleistung bzw. vorübergehende Verwendung durch die US-amerikanischen Besatzungstruppen hindeuten dürfte. Fotografien aus der Zeit nach 1950 dagegen belegen, dass die Buchstaben auf dem Lüftungsaufsatz des Rundbaus gänzlich entfernt und das umlaufende Lichtband am Dachrand (mit dunklen Buchstaben auf von hinten beleuchtetem Opakglas) durch eine Reklame aus Leuchtbuchstaben auf hellem Untergrund ersetzt wurden, während der Rundbau nun mittig von einer beleuchteten, vierseitigen Normaluhr bekrönt wurde. Die Leuchtbuchstaben warben für „Plärrer-Automat“ und „Amtl. Bayerisches Reisebüro“; für das Reisebüro war beim Wiederaufbau des Wartehallentraktes ein großer Teil des offenen Wartebereichs durch Fensterwände zu einem geschlossenen Verkaufspavillon umgewandelt worden. Der Charakter der Architektur wurde durch diese Veränderungen aber noch nicht verfremdet. Erst die spätere Verkürzung des Wartehallentraktes sorgte für eine architektonische Verzerrung der ursprünglichen Intention des Baues, aus der Luft betrachtet den Buchstaben „P“ für Plärrer zu stilisieren.
Beim letzten Umbau, der im Sommer 1966 abgeschlossen wurde, ist die ursprünglich auf der Nordseite gelegene, unterirdische Toilettenanlage gegen eine im nun verkürzten Längstrakt untergebrachte ebenerdige Einrichtung ersetzt worden. Daneben waren dort nach der Gebäudeverkürzung anstelle des Reisebüros ein Zeitungskiosk sowie Warteräume für VAG-Bedienstete zu finden. Der Rundbau wurde ebenfalls modernisiert und dabei in die drei Bereiche „Milchbar“, „Schnellimbiss“ und „Kaffeestube“ gegliedert. Auf die ursprüngliche Gebäudebezeichnung  Plärrer-Automat wies nun am Dachrand nichts mehr hin, denn die Leuchtbuchstaben wurden mit den Namen der jeweiligen Kiosk-Pächter neu formiert (z. B. Bayerische Milchversorgung für den Bereich des Milchausschanks). Folglich wurde das Gebäude im Volksmund nunmehr als „Pavillon auf dem Plärrer“ bezeichnet.
Die runde Grundform des fast heiter wirkenden, volltransparenten Gebäudes zeigt den deutlichen Einfluss der italienischen Moderne (italienischer Rationalismus um Giuseppe Terragni) auf Brugmann. Die Straßenbahnwartehalle am Plärrer gilt mit ihrem schwebenden, abgerundeten Dach über der stark entmaterialisierten, transparenten Stahl-Glas-Konstruktion als wegweisendes Verkehrsbauwerk der Klassischen Moderne. Orientiert am Vorbild des Plärrer-Automaten entstanden in Folge in mehreren Städten typähnliche Umsteige- und Wartehallen, beispielsweise das Bellevue in Zürich.